# Movimiento Semilla
Das Movimiento Semilla (kurz: Semilla, dt.: Samenkorn) ist eine guatemaltekische politische Partei sozialdemokratischer und ökologischer Ausrichtung. Die Bewegung wurde am 14. Juli 2017 beim Obersten Wahlgericht Guatemalas als politische Organisation registriert und am 21. November 2018 als Partei zugelassen. Seit Januar 2024 ist Semilla die Regierungspartei des Landes und stellt mit Bernardo Arévalo den Präsidenten Guatemalas.